# 芒德尔莱罗斯
芒德尔莱罗斯（法語：Mandres-les-Roses，法語發音：[mɑ̃dʁ le ʁoz] ⓘ）是法国法蘭西島大區马恩河谷省的一个市镇，属于克雷泰伊区。

## 地理
芒德尔莱罗斯（48°42'8"N, 2°32'40"E）面积3.3 平方千米，位于法国法蘭西島大區马恩河谷省，该省份为法国北部内陆省份，毗邻巴黎。
与芒德尔莱罗斯接壤的市镇（或旧市镇、城区）包括：塞尔翁、布西圣安托万、布吕努瓦、埃皮奈苏塞纳尔、佩里尼、桑特尼、维勒克雷讷。

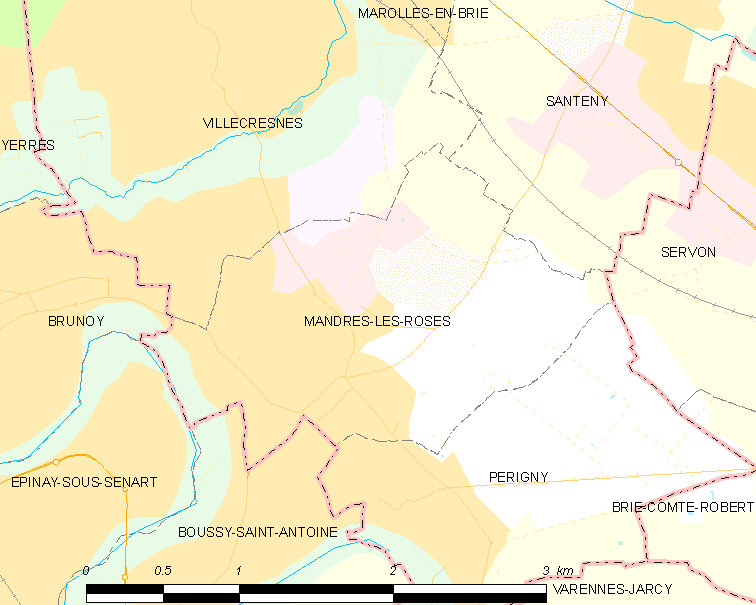
芒德尔莱罗斯的OSM定位图

芒德尔莱罗斯的时区为UTC+01:00、UTC+02:00（夏令时）。

## 行政
芒德尔莱罗斯的邮政编码为94520，INSEE市镇编码为94047。

## 政治
芒德尔莱罗斯所属的省级选区为布里高原县。

## 人口

1962-2008年间芒德尔莱罗斯人口变化图示

芒德尔莱罗斯于2022年1月1日时的人口数量为4876人。